# Henry D. Cooke
Henry David Cooke (* 23. November 1825 in Sandusky, Ohio; † 24. Februar 1881 in Washington, D.C.) war ein US-amerikanischer Politiker. Zwischen 1871 und 1873 war er Gouverneur des District of Columbia und damit praktisch, wenn auch nicht mit dem entsprechenden Titel, Bürgermeister von Washington D.C.

## Werdegang
Henry Cooke war ein Sohn des Kongressabgeordneten Eleutheros Cooke (1787–1864) und der jüngere Bruder des Finanzmagnaten und Eisenbahnunternehmers Jay Cooke (1821–1905). Er absolvierte das Allegheny College in Meadville (Pennsylvania) und die Transylvania University in Lexington (Kentucky). Cooke studierte noch Jura, wandte sich aber dem Journalismus zu. Inwieweit er als Jurist gearbeitet hat, ist nicht überliefert. Im Jahr 1847 hatte er die Idee einer Dampfschiffverbindung zwischen New York City und San Francisco mit einer Landpassage durch das Gebiet des späteren Staates Panama. Diesen Gedanken ließ er in einigen Zeitungen veröffentlichen. Zwei Jahre später entstand aus dieser Idee die Pacific Mail Steamship Company, an der er aber nicht beteiligt war. Die folgenden Jahre verbrachte er in Kalifornien, wo er am Goldrausch teilnahm. Dabei brachte er es zu einem gewissen Reichtum, den er aber bald wieder verlor. Die Quellen geben entweder Fehlspekulationen oder ein Feuer als Gründe für seinen Verlust an.
Anschließend kehrte Cooke nach Ohio zurück, wo er für die Zeitung Sandusky Register arbeitete. Politisch schloss er sich der Republikanischen Partei an. Im Jahr 1856 war er einer von deren Wahlmännern für John C. Frémont, der damals erfolglos für die Präsidentschaft kandidierte. 1860 wurde er Eigentümer der seiner Partei nahestehenden Zeitung Ohio State Journal. Dadurch kam er in engeren Kontakt zu führenden Parteimitgliedern auf Bundesebene. Im Jahr 1862 wurde er von seinem Bruder Jay zum Teilhaber an der Filiale der Jay Cooke & Company in Washington berufen. Durch seine politischen Beziehungen gelang es ihm auch, Regierungsaufträge an Land zu ziehen. Bald darauf wurde er Präsident der Washington and Georgetown Street Railroad Company und der First Washington National Bank.
Im Jahr 1871 bildete der Kongress eine Territorialregierung für den gesamten District of Columbia. Leiter dieser Regierung war ein vom US-Präsidenten auf vier Jahre ernannter Gouverneur. Die bis dahin selbständige Stadt Georgetown ging in dem neuen Territorium auf und blieb auch nach der Auflösung der Territorialregierung im Jahr 1874 Teil der Bundeshauptstadt Washington. Hintergrund dieser Maßnahme war die hohe Schuldenlast Washingtons. Erster Gouverneur des District of Columbia wurde dank seiner politischen Beziehungen Henry Cooke, der durch Präsident Ulysses S. Grant ernannt wurde. Cooke bekleidete das Amt zwischen dem 28. Februar 1871 und seinem Rücktritt im September 1873. Er führte die Amtsgeschäfte sehr oberflächlich und kümmerte sich wenig um die notwendige Tagesarbeit. Stattdessen förderte er seine eigenen Geschäftsinteressen und die seines Bruders. Die tatsächlichen Amtsgeschäfte führte Alexander Robey Shepherd, einer der republikanischen Parteiführer der Stadt und sein späterer Nachfolger im Amt des Gouverneurs. In der Wirtschaftskrise des Jahres 1873 brach auch die Firma Jay Cooke & Co zusammen.  In diesem Zusammenhang trat Cooke vom Amt des Gouverneurs zurück, das dann an Shepherd fiel.
Nach dem Zusammenbruch von Jay Cooke & Co fiel Henry Cooke zunächst in ein finanzielles Loch. Er musste sogar mit seiner Familie zwischenzeitlich bei seiner ältesten Tochter unterkommen. 1875 besserte sich die Lage wieder etwas. Als Nachlassverwalter des verstorbenen Ex-Ministers und Obersten Bundesrichters Salmon P. Chase erhielt er eine beträchtliche Summe. Er starb am 24. Februar 1881 in Washington an einer Nierenerkrankung.